# Shemurat HaMasreq
Shemurat HaMasreq (hebreiska: שמורת המסרק) är ett naturreservat i Israel. Det ligger i distriktet Jerusalem, i den centrala delen av landet.